# 北马其顿伊斯兰教
伊斯兰教为北马其顿第二大宗教信仰, 仅次于马其顿正教会。2002年, 北马其顿伊斯兰教教徒是33.3%全北马其顿人口, 2017年, 伊斯兰教是37%至47%北马其顿人口宗教信仰。
北马其顿主要穆斯林是阿尔巴尼亚人, 其他土耳其, 罗姆和托比斯人 (马其顿族穆斯林)。大多数北马其顿穆斯林是逊尼派哈乃斐派。